# 컴퓨팅 플랫폼
컴퓨팅 플랫폼(영어: computing platform) 또는 디지털 플랫폼(digital platform)은 소프트웨어가 구동 가능한 하드웨어 아키텍처나 소프트웨어 프레임워크(응용 프로그램 프레임워크를 포함하는)의 종류를 설명하는 단어이다. 일반적으로 플랫폼은 컴퓨터의 아키텍처, 운영 체제(OS), 프로그래밍 언어, 그리고 관련 런타임 라이브러리 또는 GUI를 포함한다.
플랫폼은 응용 소프트웨어를 실행하기 위해 쓰이는 하드웨어와 소프트웨어의 결합이다. 플랫폼은 하나의 운영 체제 또는 컴퓨터 아키텍처라고 단순히 말할 수 있으며 그 두 가지를 통칭해서 말할 수도 있다.
대중에게 가장 친근한 플랫폼은 x86 아키텍처에서 수행되는 마이크로소프트 윈도우다. 잘 알려진 다른 데스크톱 컴퓨터 플랫폼들은 리눅스와 OS X을 포함한다. 그러나 스마트폰 같은 많은 장치들은 컴퓨터 플랫폼이라고도 하지만 보통 그렇게 불리진 않는다.
응용 소프트웨어는 플랫폼에 특화된 하드웨어나 운영체제, 아니면 가상 머신의 기능들에 맞추기 위해 프로그래밍된다. 자바 플랫폼은 가상 기기 플랫폼으로 여러 운영 체제와 하드웨어에서 실행되며 소프트웨어가 만들어지는 일반적인 플랫폼의 한 종류이다.
플랫폼은 소프트웨어 개발 중에서도 핵심적이고도 기술적으로 어려운 부분이다. 플랫폼을 간략히 정의해 보면 소프트웨어를 실행할 수 있는 기반으로 볼 수 있다. 또한 플랫폼은 이를 이용하는 소프트웨어 개발자에게는 다른 어떤 플랫폼 위에서 자신의 로직 코드가 돌아가건 동일하게 작동할 수 있도록 약속하는 하나의 계약이기도 하다. 로직 코드란 바이트 코드, 소스 코드 그리고 기계 코드도 될 수 있다. 이를 통해 프로그램의 실행이 특정 운영 체제에 제한을 받지 않을 수 있다. 이는 언어 독립적으로, 기계들을 쉽게 교체할 수 있게 한다.

## 운영 체제의 예
- 아미가OS, 아미가OS 4
- FreeBSD, NetBSD, OpenBSD
- 리눅스
- 맥 OS X
- 마이크로소프트 윈도우
- OS/2
- 솔라리스
- 유닉스
- IBM VM/370, VM/BSEP, VM/SEP, VM/XA, VM/ESA, z/VM
- 구글 크롬 OS

### 모바일

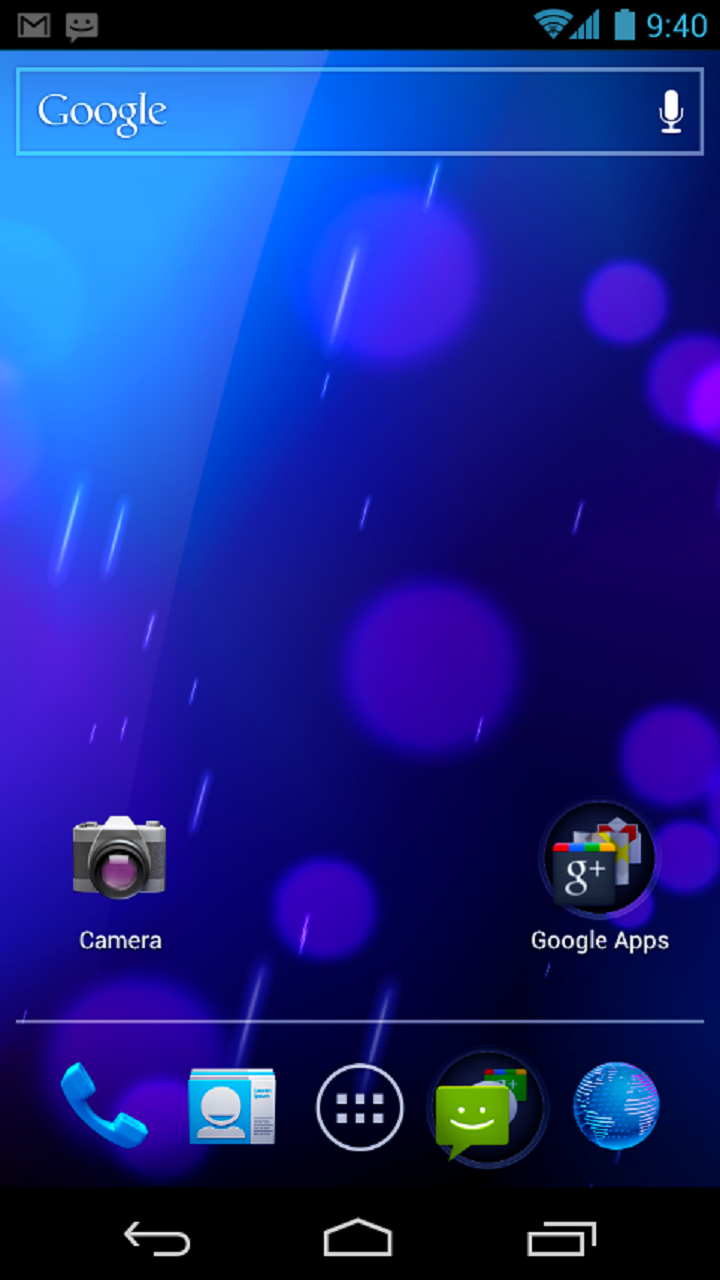
안드로이드는 잘 알려진 모바일 운영 체제이다

- 안드로이드
- 바다
- 블랙베리 OS
- iOS
- 임베디드 리눅스
- 팜 OS
- 심비안
- 웹OS
- 윈도우 모바일

## 소프트웨어 프레임워크의 예
- 어도비 AIR
- 자바, JDK, JRE
- 모노
- 모질라 프리즘 XUL, XULRunner
- 닷넷 프레임워크
- 오라클 데이터베이스
- Vexi

#### 모바일
- APOXI
- BREW
- 자바 플랫폼, 마이크로 에디션 (자바 ME)
- 자바FX 모바일
- Qt
- 스마트페이스 플랫폼

#### 닷넷
닷넷은 마이크로소프트의 제품과 기술 전반에 두루 적용된다. 대부분이 일반적으로 마이크로소프트 닷넷 프레임워크, 공통 언어 구조(CLI)에 의존한다.

#### 자바
자바 플랫폼은 자바 언어로 작성된 프로그램을 실행한다.

#### SAP 넷위버
SAP 넷위버는 SAP의 통합 기술 컴퓨팅 플랫폼으로, SAP 비즈니스 제품군 이후로 수많은 SAP 응용 프로그램의 기술적 토대가 되었다.

## 하드웨어의 예
- 코모디티 컴퓨팅 플랫폼
  - 윈텔
  - 모바일 기기에 쓰이는 ARM 아키텍처
    - 검스틱스

  - x86 + 유닉스 계열 운영 체제
  - S-100 버스 기반 CP/M 컴퓨터
- 여러 종류의 비디오 게임 콘솔
- 매킨토시: 맞춤화된 애플 컴퓨터 하드웨어와 맥 OS 운영 체제. (지금은 x86로 옮김)
  - 뉴턴 OS를 구동하는 뉴턴 기기
- 유닉스 버전을 실행하는 RISC 프로세서 기반 컴퓨터
  - 솔라리스 운영 체제를 구동하는 SPARC 아키텍처 컴퓨터
  - OpenVMS를 구동하는 DEC 알파 클러스터
- IBM OS/400과 같은 맞춤식 운영 체제를 가춘 미드레인지 컴퓨터
- IBM z/OS와 같은 맞춤식 운영 체제를 갖춘 메인프레임 컴퓨터
- 슈퍼컴퓨터 아키텍처

## 같이 보기
- 컴퓨팅
- 운영 체제
- 소프트웨어 공학
- 응용 프로그램 인터페이스